# Sternopygidae
Famille
Les Sternopygidae sont une famille de poissons de l'ordre des Gymnotiformes. 

## Liste des genres
Selon FishBase (2 juin 2010) :
- Archolaemus Korringa, 1970
- Distocyclus Mago-Leccia, 1978
- Eigenmannia Jordan & Evermann, 1896
- Rhabdolichops Eigenmann & Allen, 1942
- Sternopygus Müller & Troschel, 1849

et le genre fossile
- †Humboldtichthys Gayet, 2000

## Publication originale
- Cope, 1871 : Contribution to the ichthyology of the Marañón. Proceedings of the American Philosophical Society, vol. 11, p. 559–570.